# Musique épique
La musique épique (en anglais epic music) est un genre musical contemporain dérivé de la musique de film et initialement issu des bandes-annonces cinématographiques dont elle s'est émancipée. Il prend ses racines dans la musique classique occidentale, mais emprunte à de nombreux autres genres tels que le rock.
Si le terme « épique » désigne en littérature un style sur « le ton de l'épopée », narrant des exploits héroïques et ses nombreuses péripéties, sa transcription musicale fait notamment usage d'ensembles orchestraux importants, d'une grande utilisation des cordes frottées et des cuivres, des percussions puissantes (comprenant souvent la batterie) voire des chœurs ou des voix solistes. De même que la musique romantique et impressionniste, ce genre s'attache aux émotions provoquées chez l'auditeur,.

## Histoire
La musique épique est issue des musiques de bandes-annonces utilisées pour les grandes productions cinématographiques, notamment des genres épique, action et aventure. Les premières compagnies de musique de bande-annonce, qui devinrent plus tard des compagnies de musique épique, furent fondées dans les années 1990. Immediate Music est l'une de ces pionnières, ayant pour sa part commencé en 1993. Depuis lors et jusqu'à la première décennie du XXIe siècle, un nombre considérable d'albums et de singles furent composés ; néanmoins ils n'étaient alors uniquement disponibles qu'aux clients de ces compagnies et à l'industrie cinématographique. Durant cette période, peu de ces albums ont été, officiellement ou officieusement via le support d'Internet, rendus disponibles au public.
L'année 2006 marqua un tournant dans cette philosophie, et de grandes compagnies telles que Two Steps from Hell commencèrent à recevoir des demandes de plus en plus importantes du public, grâce aux placements de leur musique dans de grands évènements mondiaux, tels les Jeux olympiques, mais aussi dans des bandes-annonces de films de plus en plus prestigieux et au budget important.
La musique produite par ces compagnies fut officiellement appelée « musique épique » par sa communauté, quand les compositeurs finirent enfin par rendre régulièrement public leurs albums. La première compagnie à avoir jamais sorti un album de musique épique est Globus avec Epicon, en 2008 un label de Immediate Music. Cette dernière publia Trailerhead en 2008 également, série d'albums qui se poursuit de nos jours avec Nu Epiq,,. La demande se faisant pressante[réf. nécessaire], Two Steps from Hell sortirent l'album Invincible en 2010, premier d'une longue série qui allait devenir un pilier de la musique épique. Celui-ci comprend d'ailleurs l'un des morceaux les plus célèbres du genre tout entier : Heart of Courage, par Thomas J. Bergersen. Il en est de même avec la compagnie Audiomachine et sa dizaine d'albums rendus public. Ces compagnies montrèrent qu'une audience était présente pour la musique épique,, qui n'a eu de cesse de grandir depuis,, atteignant même l'espace.

### État actuel
La distinction a finalement été faite entre musique de bande-annonce et musique épique, cette dernière étant un genre indépendant qui produit ses propres morceaux . Une musique épique ne peut donc être qualifiée de musique de bande-annonce que lorsqu'elle est utilisée dans de tels projets. Néanmoins la confusion perdure dans de nombreux esprits, et il importe qu'une différenciation soit faite. La ligne est peu claire entre musique de film, musique de bande annonce et musique épique, et la faible documentation à ce sujet empêche une véritable délimitation de ces trois genres distincts, mais l'oreille attentive de la communauté de la musique épique saura en général repérer quelles musiques peuvent être classifiées en tant qu'appartenant à la musique épique, ou non.
En tant que genre naissant de notre siècle numérique, de nombreux compositeurs de musique épique trouvent sur Internet une plateforme-tremplin qui leur permet de passer du statut de parfait inconnu à pilier du genre en seulement quelques vidéos publiées sur les bonnes chaînes Youtube. En effet, grâce aux  EMCs (Epic Music Channels, chaînes de musique épique en français), publiant leurs morceaux dans des vidéos parfois  longues de plusieurs heures, trouvant un public de plusieurs millions de personnes, les compositeurs gagnent très rapidement en visibilité.

## Classification
Les différents sous-genres utilisés pour caractériser certains morceaux de la musique épique peuvent être classés de la manière suivante (certains sont davantage utilisés pour exprimer l'intention du morceau ou ce à quoi elle fait penser, d'où les termes emotional, action, fantasy, cinematic, dark, etc. Les noms sont en anglais pour souligner l'internationalité de la musique épique et favoriser le dialogue lorsque l'on veut en parler avec un étranger).

### Vocal
Un morceau peut être qualifié de vocal si au moins un chanteur formule des paroles intelligibles ou non qui constituent un point central de la musique. Ce qualificatif peut aller de pair avec d'autres et se combiner, comme « Vocal Emotional ». Un exemple parlant serait Before I Leave This World, d'Ivan Torrent.

### World
World est un mot quelque peu modernisé des musiques que l'on pourrait qualifier d'appartenant au folklore, certains lui préfèrent le terme de musiques du monde. Ces nombreux styles ou sous-genres contiennent des influences culturelles et traditionnelles celtiques, nordiques et asiatiques. Toutefois là encore la classification est floue et certaines musiques peuvent légitimement se réclamer de la musique celtique plutôt que de la musique épique. Ce style forme une niche dans la niche, mais reste très apprécié de la communauté. Un exemple : Epic Celtic Music Mix - Most Powerful & Beautiful Celtic Music vol.1).

### Hybrid/Rock
Hybrid est un terme pour parler d'un mélange entre genres. Ainsi, les musiques portant le label Hybrid auront tendance à prendre certains éléments de musiques de type électro, mais en les incorporant dans un tout pouvant obtenir la dénomination de musique épique. Le Rock, dont on dit qu'il est le genre musical sonnant le plus comme la musique classique de tous les genres modernes et s'intégrant de ce fait fort bien avec la musique épique, est également souvent associé à la musique pour former un sous-genre hybride. Il n'est pas rare de voir à la fois des éléments d'electro et de rock dans le même morceau de musique épique, comme dans cette musique Overpowered, de Phantom Power Music.

### Autre (orchestral/choral)
Quelques musiques ne sont pas aisément classables, et de la place est laissée pour des morceaux qui pourraient être qualifiés « d'épique » sans pour autant rentrer dans une des catégories citées ci-dessus.

## Compositeurs
Plusieurs compositeurs de musique épique ont influencé de manière majeure le genre. Parmi eux peuvent être cités :  
- 2WEI
- 8Dawn Music
- ADN Compositions
- Aeralie Brighton
- Alex Pfeffer
- All Good Things
- Antti Martikainen
- Atom Music Audio
- Attila Ats
- Audiomachine
- AudioNetwork
- Axl Rosenberg
- BMG Production Music
- Brand X Music
- Brian Tyler
- BrunuhVille
- C21 FX
- Cephei
- Chris Haigh
- Christian Baczyk
- Christian Reindl
- Chroma Music
- City Of The Fallen
- Clint Mansell
- Colossal Trailer Music
- Confidential Music
- Corner Stone Cues
- Daniel Lenz Music
- Danny Cocke
- Dean Valentine
- Dracovallis
- Dylan C. Jones
- E.S. Posthumus
- Edward Bradshaw
- Elephant Music
- End of Silence
- Epic Mountain
- Epic North
- Epic Score
- Epic Soul Factory
- Eternal Eclipse
- Eurielle
- Fran Soto
- Fred Bouchal
- Future World Music
- Gareth Coker
- Globus
- Gothic Storm
- Hans Zimmer
- Hidden Citizens
- Hi-Finesse
- IMAscore
- Immediate Music
- Instrumental Core
- Ivan Torrent
- J. T. Peterson
- J2
- James Michael Dooley
- James Paget
- Jeremiah Pena
- Jo Blankenburg
- John Dreamer
- John Williams
- Josh Mobley
- Junkie XL
- Kevin Riepl
- KMP Music
- Les Friction
- Marcin Przybyłowicz
- Marcus Warner
- Mark Petrie
- Must Save Jane
- Nick Murray
- Nick Phoenix
- Peter Crowley
- Phantom Power Music
- Phil Rey Gibbons
- Pierre-Alexandre Monin
- Position Music
- PostHaste Music
- Q-Factory
- Ramin Djawadi
- Really Slow Motion
- Secession Studios
- Song To Your Eyes
- Sonic Librarian Music
- Sonic Symphony
- Steve Jablonsky
- Sylia Twolands
- The Spiritual Machines
- Thomas Adam-Habbuda
- Thomas J. Bergersen
- Tony Anderson
- Two Steps from Hell
- Two Wingbeats For Infinity
- Unstoppable Music
- Varien
- Veigar Margeirsson
- Zack Hemsey